# Trofeo Villa de Madrid 1977
La quinta edición del Trofeo Villa de Madrid se disputó en la capital de España entre el 17 y el 19 de agosto de 1977. El Milan, campeón ese año de la Copa de Italia, y que ya había ganado la primera edición del torneo, conseguía su segundo título. El resto de participantes fueron un conjunto brasileño, el America FC de Río de Janeiro, y dos españoles, el Athletic de Bilbao y los anfitriones, el Atlético de Madrid.

## Resultados

### Semifinales
Los días 17 y 18 de agosto se disputaron las semifinales del torneo.
| 17 de agosto de 1977 | Atlético de Madrid | 0:1 (0:0) | America FC | Vicente Calderón, Madrid                                                             |                                                                                      |
|                      |                    | Reporte   | Mario 66'  | Asistencia: 35.000 espectadores Árbitro(s): José Luis Orrantía Capelastegui (España) | Asistencia: 35.000 espectadores Árbitro(s): José Luis Orrantía Capelastegui (España) |

| 18 de agosto de 1977 | Athletic de Bilbao | 0:3 (0:2) | AC Milan                               | Vicente Calderón, Madrid                     |                                              |
|                      |                    | Reporte   | Turone 24' Rivera 33' Rivera 92' (pen) | Árbitro(s): Antonio Tomeo Palanqués (España) | Árbitro(s): Antonio Tomeo Palanqués (España) |

### 3.er. y 4º puesto
| 19 de agosto de 1977 | Atlético de Madrid | 0:1 (0:0) | Athletic de Bilbao | Vicente Calderón, Madrid                                                     |                                                                              |
|                      |                    |           | Aitor Aguirre 48'  | Asistencia: 30.000 espectadores Árbitro(s): Antonio Tomeo Palanqués (España) | Asistencia: 30.000 espectadores Árbitro(s): Antonio Tomeo Palanqués (España) |

### Final
Al igual que el partido por el tercer y cuarto puesto, se celebró el 19 de agosto.
| 19 de agosto de 1977 | AC Milan                         | 3:2 (3:1) | America FC          | Vicente Calderón, Madrid                    |                                             |
|                      | Bigon 12' Maldera 24' Turone 43' | Reporte   | César 43' César 65' | Árbitro(s): Emilio Soriano Aladrén (España) | Árbitro(s): Emilio Soriano Aladrén (España) |

| Italia                      |
| Campeón AC Milan 2.o título |